# Ассоциация кинокритиков Чикаго
Ассоциация кинокритиков Чикаго (англ. The Chicago Film Critics Association) — американская некоммерческая организация кинокритиков, чьим профессиональным интересом является обзор текущего кинопроцесса и написание рецензий. Базируется в Чикаго, штат Иллинойс, США.
Была основана в 1990 году кинокритиком Сью Кинером, на следующий год после успешного осуществления замысла создания Премии Chicago Film Critics Association Awards.
Руководящим органом ассоциации является Совет директоров, приоритетной целью сообщества декларируются профессиональные, благотворительные и образовательные задачи. Ассоциация участвует в проведении дискуссионных общественных клубов, пропагандирующих текущий кинопроцесс в образовательных учреждениях города.
Первой картиной, получившей премию в 1989 году, стал фильм «Миссисипи в огне» режиссёра Алана Паркера.

## Основные награды
- Лучший фильм
- Лучший фильм на иностранном языке
- Лучший документальный фильм
- Лучший режиссёр
- Лучший оригинальный сценарий
- Лучший адаптированный сценарий
- Лучшая операторская работа
- Лучшая музыка к кинофильму
- Лучший анимационный фильм
- Лучший актёр
- Лучшая актриса
- Лучший актёр второго плана
- Лучшая актриса второго плана
- Наиболее многообещающий режиссёр
- Наиболее многообещающий актёр
- Наиболее многообещающая актриса